# Dipoena cathedralis
Espèce
Dipoena cathedralis est une espèce d'araignées aranéomorphes de la famille des Theridiidae.

## Distribution
Cette espèce se rencontre aux États-Unis au Texas et en Chine au Yunnan,,.

## Description
Le mâle holotype mesure 1,2 mm.

## Publication originale
- Levi, 1953 : Spiders of the genus Dipoena from America north of Mexico (Araneae, Theridiidae). American Museum Novitates, no 1647, p. 1-39 (texte intégral).